# Wić

Schematyczna budowa wielobiałkowego kompleksu flagellum gram- bakterii, którego kinetosom napędza gradient H^{+} wytwarzany pompą protonową

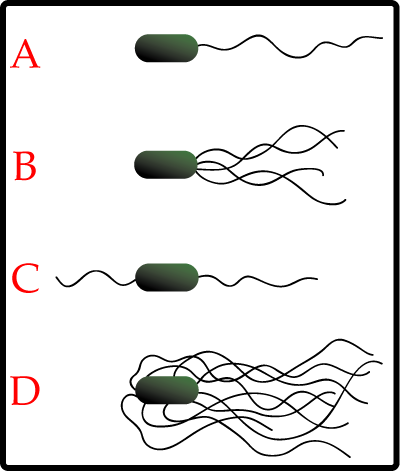
Przykłady schematu ułożenia bakteryjnych wici. A-Monotrichus; B-Lophotrichus; C-Amphitrichus; D-Peritrichus

Wić (łac. flagellum, l.mn. flagella) – organellum ruchu wyrastające z powierzchni komórki u niektórych mikroorganizmów, bakterii, pierwotniaków, niektórych grzybów, niższych roślin i komórek zwierząt, np. u wiciowców, młodocianych korzenionóżek, promienionóżek, komórek kołnierzykowo-biczykowatych gąbek, plemników.
Znane są trzy typy wici, które mają całkowicie odmienną ultrastrukturę i nie wykazują homologii – wici bakterii, archeonów i eukariontów. Budowa wici tych ostatnich stała się jedną z podstaw współczesnych podziałów systematycznych wyróżniających sześć supergrup jądrowców.

Podział organizmów na supergrupy, oparty m.in. na morfologii wici

Pewnym grupom organizmów nadawane są nazwy charakteryzujące liczbę i ułożenie wici. Organizmy, które mają wici przez całe życie, a ich ciała są jednokomórkowe, nazywane są wiciowcami (Flagellatae), ten typ budowy zaś – monadowym. Niegdyś grupa ta obejmowała również organizmy będące koloniami monad (np. toczek). Obecnie wiciowce nie są uważane za naturalny takson i ich przedstawiciele są włączani do rozmaitych grup taksonomicznych. Organizmy z jedną wicią określane są jako Uniflagellatae lub Unikonta. Wśród nich wyróżniane są organizmy z wicią skierowaną ku tyłowi – Opisthokonta lub Opisthocontae. Organizmy z dwiema wiciami to Biflagellatae lub Bikonta. Gdy wici te mają różną długość, nazywane są Heterocontae, a gdy taką samą – Isocontae. Są też organizmy bezwiciowe – Acontae. Niektóre z tych nazw są jednocześnie nazwami taksonów. Dla przykładu Acontae to alternatywna nazwa sprzężnic. Opisthokonta to nazwa całej supergrupy obejmującej m.in. wiciowce kołnierzykowe, ale również zwierzęta, u których uwicione są jedynie niektóre komórki i grzyby, wśród których większość gatunków nie ma nawet uwicionych plemników czy zoospor. Heterokonta to nazwa typu w systemie Cavaliera-Smitha z grubsza identyczna z grupą Stramenopiles, a Heterocontae – jednej z klas tego typu, czyli różnowiciowców. Wśród organizmów jednokomórkowych częste są nazwy nawiązujące do wici, typu jednowiciowce, złotowiciowce, orzęski itp.
Oprócz wici pojedynczych może występować większa ich liczba. Gdy są krótkie i gęsto otaczają komórkę, nazywa się je rzęskami. Pojedyncza wić zbudowana jest z dwóch wewnętrznych i dziewięciu obwodowych mikrotubul, osadzonych w kinetosomie – ciałku podstawowym. Niekiedy porastają je cieniutkie włoski zwane mastygonemami. Czasem wić zakończona jest podobną do włosa wypustką zbudowaną z pary mikrotubul – akronemą. Wici akronematyczne zwykle są nagie, czyli niepokryte mastygonemami ani innymi włoskami. Długość może być od 15 do 70 μm. Prędkość obrotowa in vivo 2000 obrotów na minutę, podczas gdy sam rotor jest zdolny do dziesięciokrotnie szybszych obrotów i jest bionicznie obiektem badań wykorzystywanych w nanotechnologii.

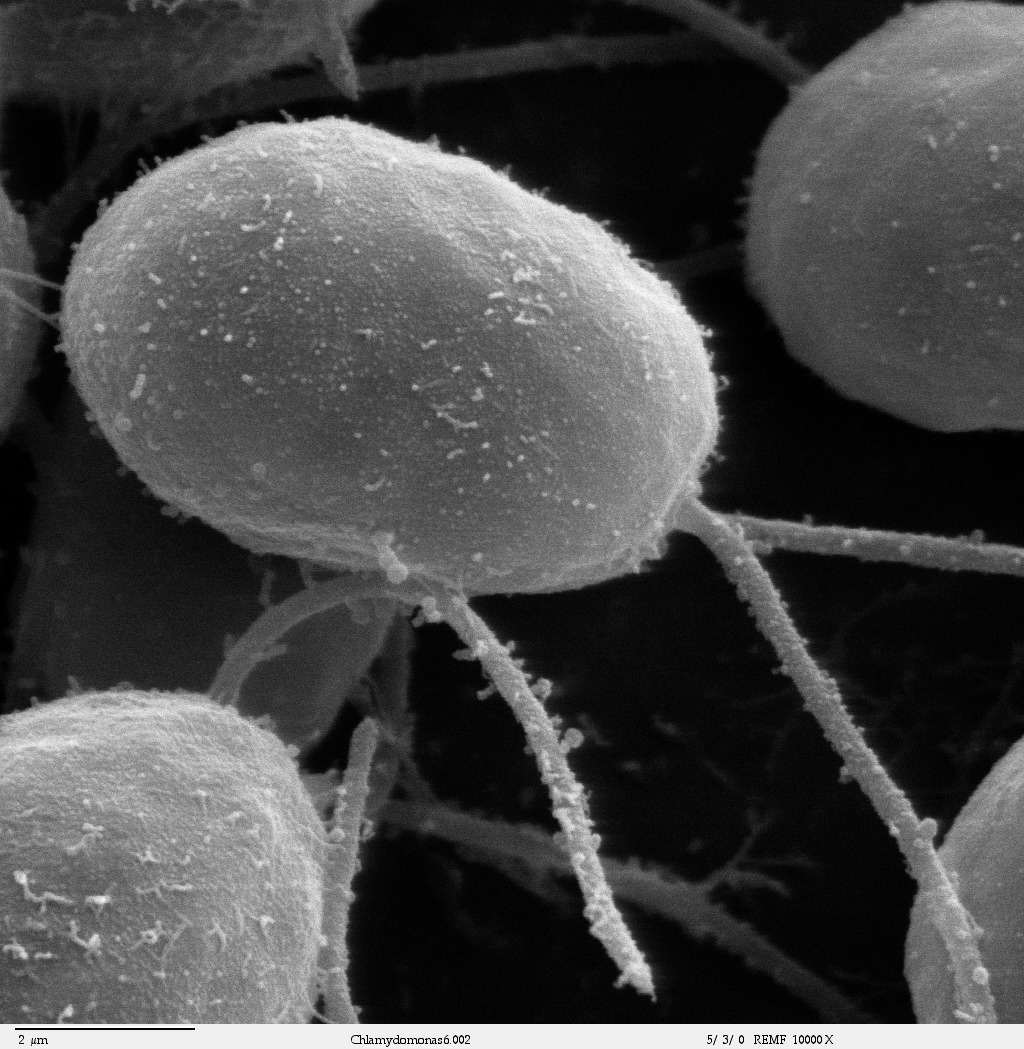
Obraz spod SEM: uwicione Chlamydomonas